# Doundégué
Doundégué est une localité du département du Bourzanga, dans la province de Bam, dans le Centre-Nord, au Burkina Faso. 

## Population
Lors du recensement de 2006, on y a dénombré 381 habitants. 